# Chinamuseum
Het Chinamuseum (Frans: Musée de Chine) is een museum te Anderlecht, gevestigd in het Missiehuis van Scheut, aan de Ninoofse Steenweg 548.
De missionarissen van dit klooster oefenden hun werk in eerste instantie in China uit. Zij brachten tal van voorwerpen uit China mee. Het oorspronkelijke doel hiervan was om jonge missionarissen vertrouwd te maken met de Chinese cultuur.
Het museum toont een groot aantal voorwerpen die betrekking hebben op de folklore, de kunst, de godsdienst, de nijverheid en de cultuur van het oude China (voornamelijk van de 17e t/m 19e eeuw).